# Fotodetektor

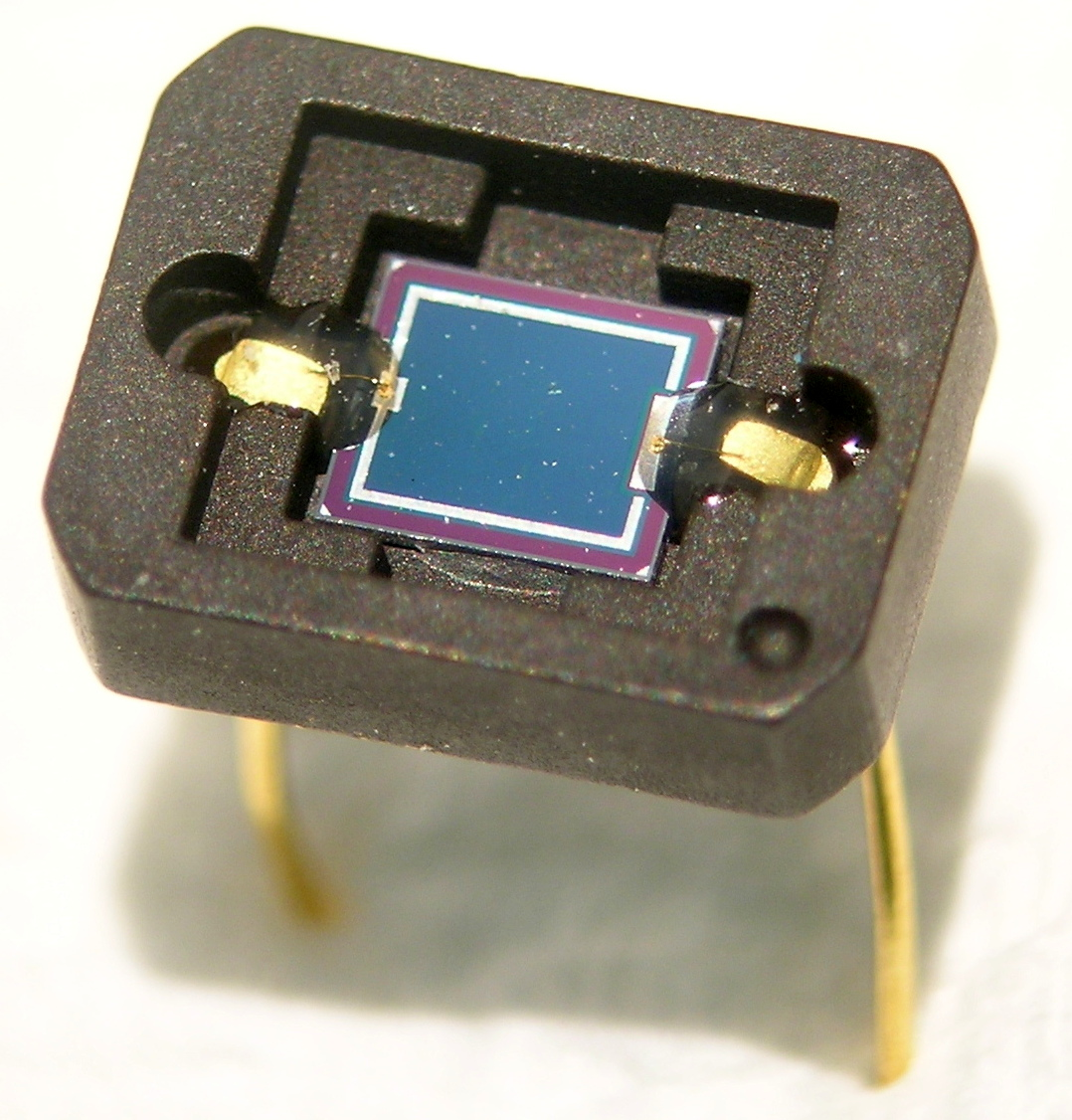
Fotodioda

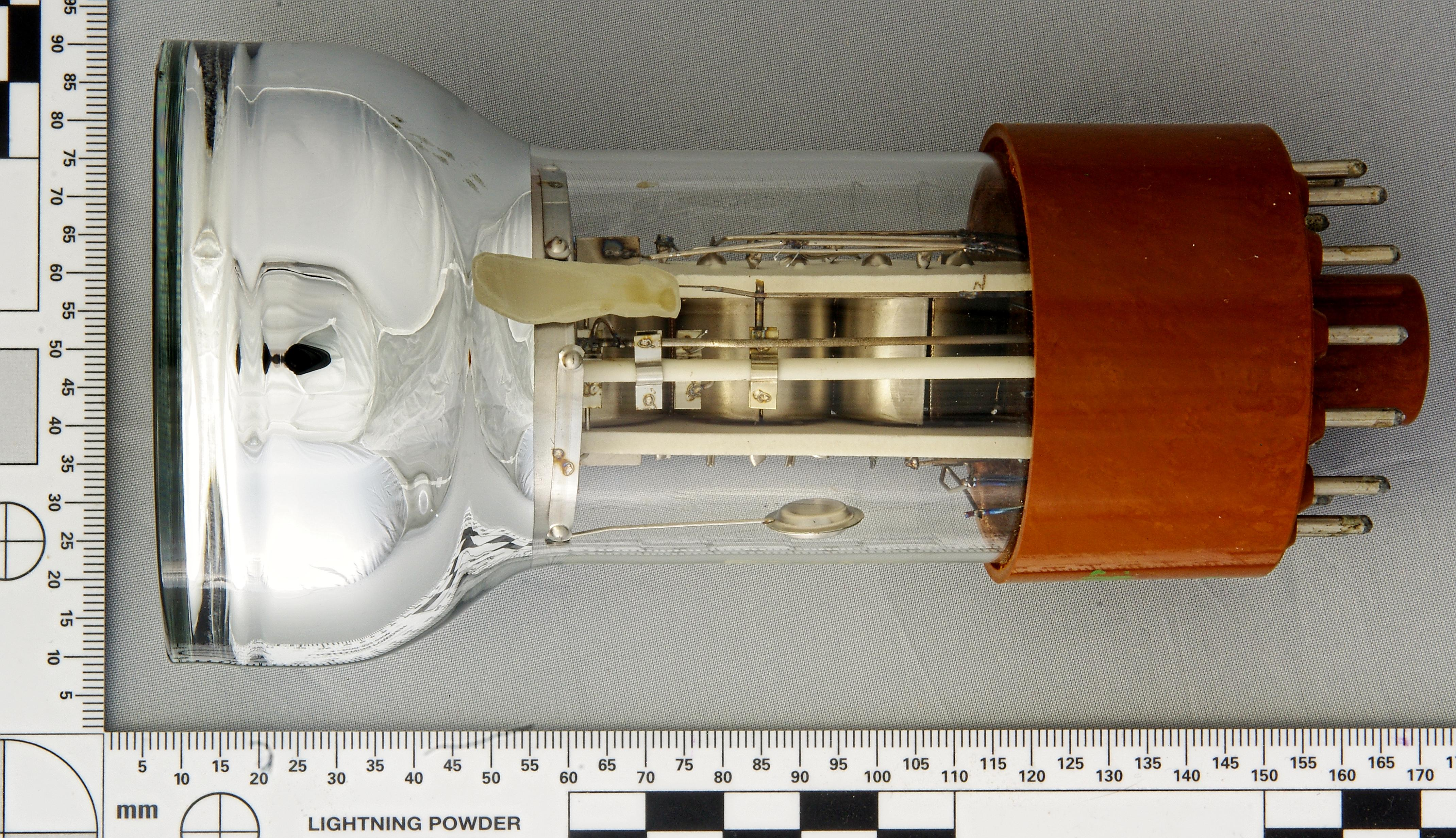
Fotopowielacz

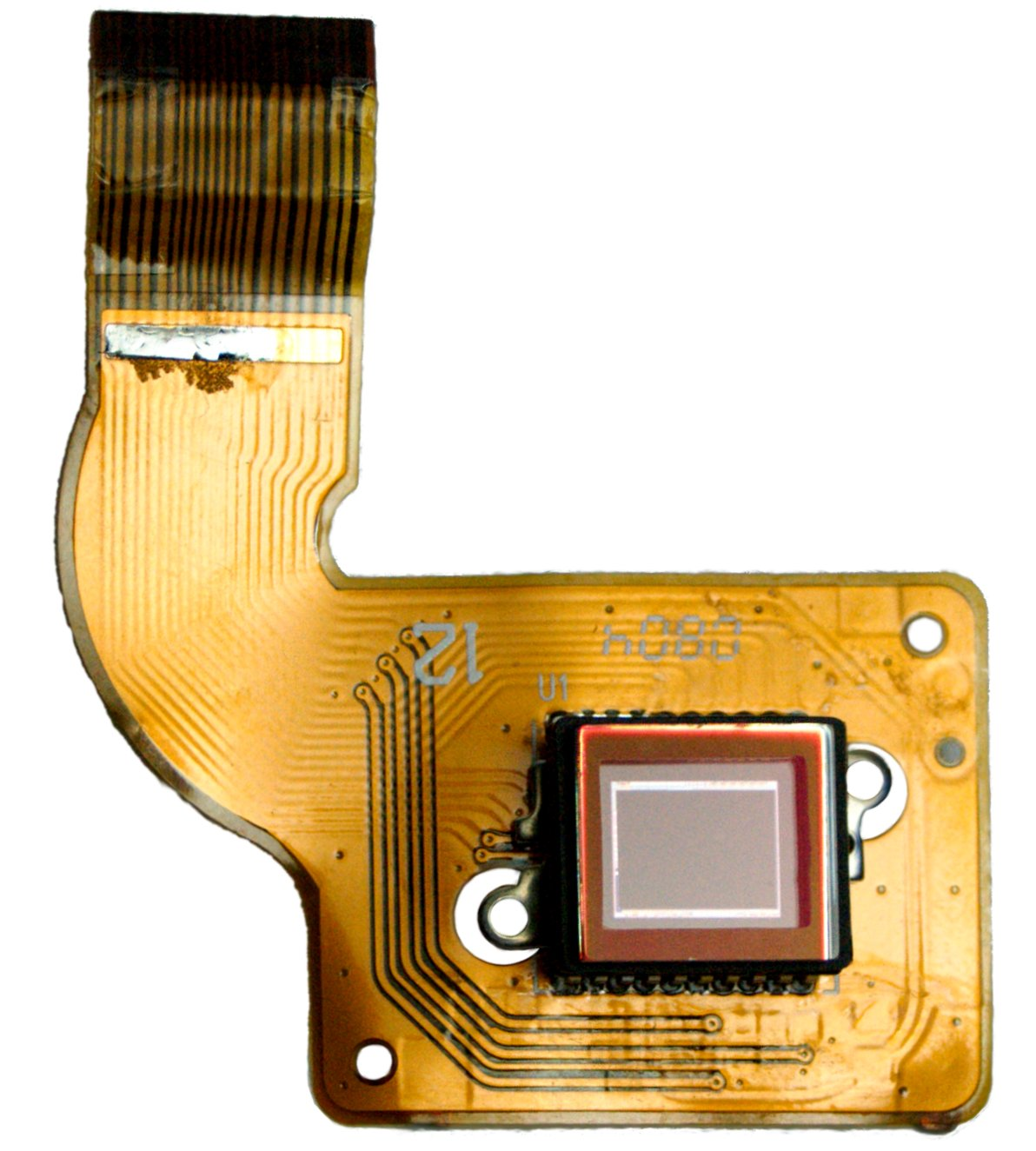
Sensor CCD

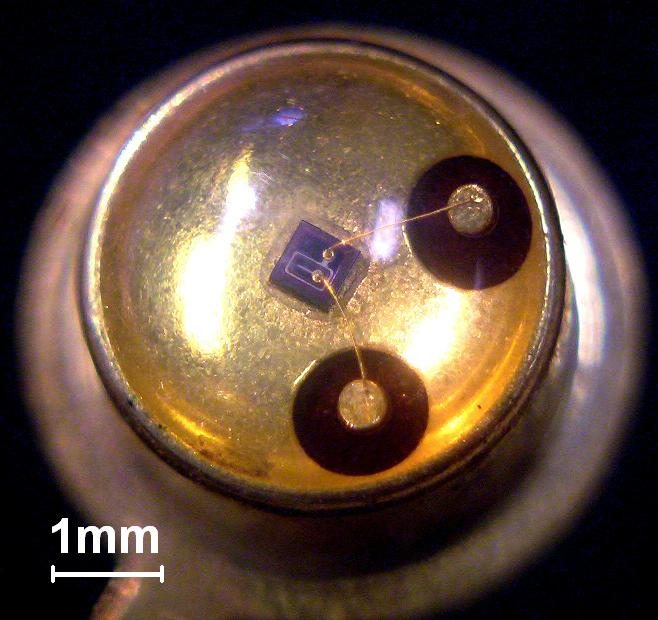
Fototranzystor

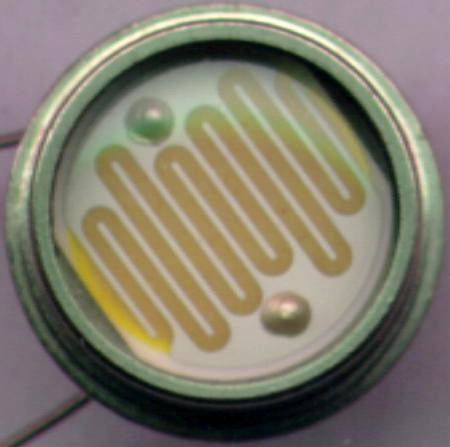
Fotorezystor

Fotodetektor – czujnik reagujący na światło. Fotodetektory przetwarzają światło na inne sygnały, w tym na sygnały elektryczne.

## Zasada działania
Fotodetektory bazują na zjawiskach fizycznych takich jak:
- Fotoemisja – czyli zjawisko fotoelektryczne zewnętrzne. Polega ono na uwolnieniu elektronu z oświetlanego materiału do przestrzeni swobodnej pod wpływem energii padającego fotonu. Aby zaobserwować to zjawisko, energia przekazana przez foton musi być przynajmniej równa pracy wyjścia Elektron pod wpływem tej energii przechodzi z pasma walencyjnego przez przerwę energetyczną do pasma przewodnictwa, a następnie z pasma przewodnictwa do przestrzeni swobodnej.
- Fotoprzewodnictwo – czyli zjawisko fotoelektryczne wewnętrzne. W odróżnieniu od fotoemisji, w tym przypadku elektrony nie opuszczają materiału, ale przemieszczają się pomiędzy pasmami elektrycznymi. Pod wpływem energii padającego fotonu, elektrony przechodzą z pasma walencyjnego do pasma przewodnictwa powodując wzrost przewodnictwa materiału. Zjawisko to jest charakterystyczne dla półprzewodników. W ciemności elementy te mają bardzo małe przewodnictwo, które rośnie wraz z oświetleniem.
- Absorpcja termiczna – fotony padając na materiał, powodują wzrost temperatury. Prowadzi to do zmian właściwości fizycznych materiału. Dzięki obserwacjom tych zmian można określić ilość światła padającego na materiał.

## Przykłady fotodetektorów
- Fotodioda – jest w zasadzie diodą spolaryzowaną w kierunku zaporowym. Przy oświetleniu złącza p-n rośnie prąd upływu. Podobnie zachowuje się dioda Schottky’ego, tzn. złącze powstałe na styku metalu i półprzewodnika[1].
- Fotorezystor – element zmienia swoją rezystancję w funkcji natężenia światła. Od materiału półprzewodnikowego i koncentracji wbudowanych domieszek zależy długości fali świetlnej, dla której fotorezystor ma najwyższą czułość. Wadą fotorezystorów jest długi czas reakcji[1].
- Dioda PIN polaryzowana jest w kierunku zaporowym – posiada szerokie pasmo i niski poziom szumów, jest bardzo szybka[1].
- Fototranzystor – działa podobnie jak zwykły tranzystor, ale ładunki nadmiarowe w jego bazie generowane są w wyniku naświetlenia promieniowaniem widzialnym, a nie z zewnętrznego obwodu zasilania bazy. Jest nieco wolniejszy od fotodiody[1].
- Fotodioda lawinowa jest szybsza niż fototranzystor, posiada wyższe wzmocnienie[1].
- Fotoogniwo – następuje w nim przemiana energii promieniowania słonecznego w energię elektryczną w wyniku zjawiska fotowoltaicznego.